# Veith Ehrenstamm
Veith Ehrenstamm (* ca. 1763 vermutlich in Proßnitz in Mähren; † 15. Oktober 1827 ebenda), war einer der ersten jüdischen Industriellen auf dem Gebiete des österreichischen Kaiserstaates.

## Leben
Salomon Jacob aus Kolin in Böhmen kam in der Mitte des 18. Jahrhunderts nach Proßnitz und erwarb dort durch Heirat eine Familiantenstelle. 1787 nahm er den Namen Ehrenstamm an, wohl an seinen Vater, den Rabbiner Jacob Illowy in Kolin, denkend.
Sein Geschick als Kaufmann war wechselhaft, gegen Ende seines Lebens ging er mehrmals in Konkurs und wurde nur von seinem Sohn Veith aufgefangen.
Veith Ehrenstamm überschritt gegen die Wende von 18. zum 19. Jahrhundert die Grenze zwischen dem Handelsmann und dem Fabrikanten und übernahm unter großen Schwierigkeiten 1803 die von Franz Plotz 1801 in Proßnitz gegründete Tuchfabrik. Bereits im Jahr 1804 hatte er 34 Stühle in Betrieb und beschäftigte 350 Personen. Die Fabrik überlebte die Finanz- und Wirtschaftskrise nach dem Ende der Kontinentalsperre, bereits 1826 wollte Veith Ehrenstamm dieser eine Baumwollspinnfabrik anschließen, doch durch seinen Tod 1827 wurde die Errichtung vereitelt.
Veith Ehrenstamm war in der Zeit der Napoleonischen Kriege einer der wichtigsten Lieferanten der österreichischen Armee, einer der vielseitigsten Industriellen. Er hatte auch für das Judentum in Mähren maßgeblichen Einfluss. Dass in ihm nicht der ausgesprochen konservative Geist seines Großneffen Bernhard Illowy innewohnte drückte sich auch dadurch aus, dass er den relativ liberalen späteren Pester Oberrabbiner Löw Schwab ab 1821 als Hauslehrer seiner Kinder beschäftigte.
Seine vier Söhne hatten bei den harten wirtschaftlichen Gegebenheiten keine glückliche Hand und lebten in Proßnitz auf großem Fuß. Drei hatten in die besten jüdischen Familien eingeheiratet, Jacob heiratete die älteste Tochter des Wiener Großhändlers Max Trebitsch, Leopold die Tochter Löbl Kuffners aus Lundenburg und Samuel die Tochter Moses Reitlingers aus Wien. 1829 suchten die Brüder Jacob und Adolf Ehrenstamm um Protokollierung ihrer Firma beim Wiener Merkantil- und Wechselgericht an.
Sechs Jahre nach Veith Ehrenstamms Tod, 1833, musste über das gesamte Vermögen der Familie Ehrenstamm der Konkurs verhängt werden, der sich über 23 Jahre erstreckte. Die Nachkommen verließen Proßnitz und lebten in Krasna (Mähren), Wien und Ungarn.
Von allen Nachkommen ist der Maler Eugen Felix, der eigentlich als Veith Ehrenstamm in Proßnitz geborene gleichnamige Enkel des Fabrikanten, als Sammler von Gemälden und Porträtmaler in Wien zu größerer Bekanntheit gelangt.